# Јоахим Франк
Јоахим Франк (рођен 12. септембра 1940) је немачко-амерички биофизичар на Универзитету Колумбија и Нобеловац. Сматра се оснивачем једно-честичне крио-електронске микроскопије (крио-ЕМ), за коју је 2017. поделио Нобелову награду за хемију са Жаком Дубошеом и Ричардом Хендерсоном. Такође је дао значајан допринос структури и функцији рибозома од бактерија и еукариота.

## Живот и каријера
Франк је рођен у месту Зиген у Вајденау. Дипломирао је физику на Универзитету у Фрајбургу (1963) под менторством Валтера Ролвагена на Лудвиг Максимилијан Универзитету у Минхену са тезом "Untersuchung der Sekundärelektronen-Emission von Gold am Schmelzpunkt„ (Истраживање емисије секундарних електрона злата на тачки топљења) (1967). Франк је докторирао на Техничком универзитету у Минхену са дисертацијом Untersuchungen von elektronenmikroskopischen Aufnahmen hoher Auflösung mit Bilddifferenz- und Rekonstruktionsverfahren (Истраживање електронских микрофотографија високе резолуције применом разлике у слици и метода реконструкције) (1970). У дисертацији се истражује употреба дигиталне обраде слике и оптичке дифракције у анализи електронских микрофотографија и подешавање слика помоћу функције унакрсне корелације.
Као Харкнесов постдокторант, имао је прилику да две године студира у Сједињеним Државама: са Робертом Натаном у Лабораторији за млазни погон, Калифорнијски технолошки институт; са Робертом М. Глесером из Донер Лаб-а, Универзитет у Калифорнији, Беркли и са Бенџамином М. Сигелом на Универзитету Корнел, Итака, Њујорк.   У јесен 1972. накратко се вратио на Институт за биохемију Макс Планк у Мартинсрајду као истраживач, радећи на теорији делимичне кохеренције у електронској микроскопији затим се 1973. придружио лабораторији Кевендиш на Универзитету у Кембриџу као виши асистент за истраживање, Вернона Елиса Кослета.
1975. године Франку је понуђено место старијег истраживачког научника у Одељењу за лабораторије и истраживања (данас Центар Водсворт), у Министарству здравља државе Њујорк,  где је почео да ради на приступима једноструких честица у електронској микроскопији. 1985. именован је за ванредног, а затим (1986) за редовног професора на новоформираном Одељењу за биомедицинске науке Универзитета у Албанију, Државног универзитета у Њујорку. 1987. и 1994. године радио је са Ричардом Хендерсоном, Лабораторија за медицинска истраживања молекуларне биологије у Кембриџу, и са Кенетом К. Холмсом, Макс Планк Институт за медицинска истраживања у Хајделбергу. Франк је 1998. именован за истражитеља Медицинског института Хауард Хјуз. Од 2003. године био је и предавач на Универзитету Колумбија, а Универзитету Колумбија придружио се 2008. године као професор биохемије и молекуларне биофизике и биолошких наука.

## Награде и признања (избор)
- Хамболтова награда за истраживање 1994. године Фондације Александер фон Хамболт[11]
- 2006. члан Америчке академије уметности и науке[12]
- 2006. члан Националне академије наука[13]
- 2014. медаља Бенџамин Френклин, Френклин института[14]
- Награда Вилеј за биомедицинске науке за 2017.[15]
- Нобелова награда за хемију за 2017.[16]
- Почасни докторат 2018, Универзитет у Зигену (Немачка)[17]
- 2018 Почасни члан Краљевског микроскопског друштва

## Одабране публикације

### Књиге
- Frank, Joachim (2014), Found in Translation – Collection of Original Articles on Single-Particle Reconstruction and the Structural Basis of Protein Synthesis, Singapore: World Scientific Press, ISBN 978-9814522809.
- Herman, Gabor T.; Frank, Joachim (2014), Computational Methods for Three-Dimensional Microscopy Reconstruction, springer, ISBN 978-1461495208.
- Frank, Joachim (2011), Molecular Machines in Biology: Workshop of the Cell, Cambridge: Cambridge University Press, ISBN 978-0-521-19428-0.
- Glaeser, Robert M.; Downing, Ken; Chiu, Wah; Frank, Joachim; DeRosier, David (2007), Electron Crystallography of Biological Macromolecules, Oxford: Oxford University Press, ISBN 978-0-19-508871-7.
- Frank, Joachim (2006), Electron Tomography (2nd изд.), New York: Springer, ISBN 978-0387312347.
- Frank, Joachim (2006), Three-Dimensional Electron Microscopy of Macromolecular Assemblies (2nd изд.), Oxford: Oxford University Press, ISBN 978-0195182187.

### Чланци
- Frank, Joachim (2015). „Generalized single-particle cryo-EM – a historical perspective”. Microscopy. 65 (1): 3—8. PMC 4749046 . PMID 26566976. doi:10.1093/jmicro/dfv358.
- Frank, Joachim; Gonzalez, Jr., Ruben L. (2010). „Structure and dynamics of a processive Brownian motor: the translating ribosome”. Annu. Rev. Biochem. 79: 381—412. PMC 2917226 . PMID 20235828. doi:10.1146/annurev-biochem-060408-173330.
- Frank, Joachim; Spahn, Christian M.T. (2010). „The ribosome and the mechanism of protein synthesis”. Rep. Prog. Phys. 69 (5): 1383—1417. doi:10.1088/0034-4885/69/5/R03.
- Frank, Joachim (2009). „Single-particle reconstruction of biological macromolecules in electron microscopy -- 30 years”. Q. Rev. Biophys. 42 (3): 139—158. PMC 2844734 . PMID 20025794. doi:10.1017/S0033583509990059.